# Чинкотиг (Виргиния)
Чинкотиг (англ. Chincoteague) — город в округе Аккомак  в штате Виргиния США. По данным переписи 2020 года, численность населения составляла 3344 человека.

## Население
| 2010 | 2020  |
| ---- | ----- |
| 2941 | ↗3344 |